# 7,5-cm-Gebirgskanone M. 14
Die 7,5-cm-Gebirgskanone M. 14  war ein Gebirgsgeschütz des Herstellers Skoda. Angeschafft wurde es von der chinesischen Armee. Im Ersten Weltkrieg wurde das Geschütz von der Österreichisch-ungarischen Armee verwendet.

## Entwicklung
Die KuK-Monarchie versuchte zu Beginn des 20. Jahrhunderts mit der Entwicklung der Waffentechnik Schritt zu halten. Aufgrund der Topographie des Vielvölkerstaates und ständiger politischer Spannungen im Balkanraum, waren in kurzen zeitlichen Abständen Neuanschaffungen bei der Artillerie erforderlich. Dies galt allerdings auch für andere Nationen.

Mit der 7,5-cm-Gebirgskanone M. 07 hatte Skoda ein erstes Geschütz für den Tragtiertransport auf den Markt gebracht, welches leichtere Geschosse mit einer Masse von 5,0 bis 5,3 kg verfeuern konnte. Eine gekröpfte Achse ermöglichte zwei unterschiedliche Höhenrichtbereiche. Nicht von der KuK-Armee übernommen und auch in China nur erprobt, bildete das Geschütz die Grundlage für die Entwicklung der 7-cm-Kanone M. 09. Über die Modelle 7,5-cm-Gebirgkanone M. C.R. und 7,5-cm-Gebirgskanone M. Ch. ging die Entwicklung weiter zu einem Geschütz, welches nun als 75-mm-Gebirgsgeschütz M. 1913 international angeboten wurde.

Letztlich wurde das Geschütz in der Entwicklungsstufe des Jahres 1913 nach entsprechenden Schießvorführungen von den chinesischen Streitkräften gekauft.

## Technische Beschreibung
Das Geschütz verfügte über eine Kastenlafette mit Holzspeichenrädern und einem Schutzschild. Verfeuert wurden Geschosse mit einem Gewicht von 5,3 kg und einer Mündungsgeschwindigkeit von 300 m/sek. Die Waffe besaß eine hydraulische Rücklaufbremse und einen Federvorholer. Das Seitenrichten erfolgte durch Verschieben auf der Achse.
Für den Tragtiertransport war das Geschütz in fünf Lasten zerlegbar.

## Einsatz

### Export nach China
Obwohl die Waffe von den österreichisch-ungarischen Streitkräften nicht eingeführt wurde, interessierten die neuen technischen Aspekte der Waffe andere Staaten. Die Präsentation des Geschützes vor den Vertretern der chinesischen Streitkräfte führten zu einem ersten Kaufvertrag. Für Skoda war dies ein Prestigegewinn, hatte man sich doch gegen die großen Konkurrenten wie Krupp und Schneider durchgesetzt. Die ersten Geschütze waren bei Beginn des Ersten Weltkrieges gerade in der Auslieferung.

### Österreich-Ungarn
Bei Beginn des Krieges befanden sich die Geschütze des chinesischen Auftrags in Fertigung und wurden 52 Stück sofort für die österreich-ungarische Armee als Modell 1914 vereinnahmt.